# Chiesa di San Genesio (San Genesio Atesino)
La chiesa di San Genesio (in tedesco Pfarrkirche Jenesien o anche Pfarrkirche St. Genesius) è la parrocchiale di San Genesio Atesino in provincia di Bolzano e diocesi di Bolzano-Bressanone; fa parte del decanato di Bolzano-Sarentino.

## Storia

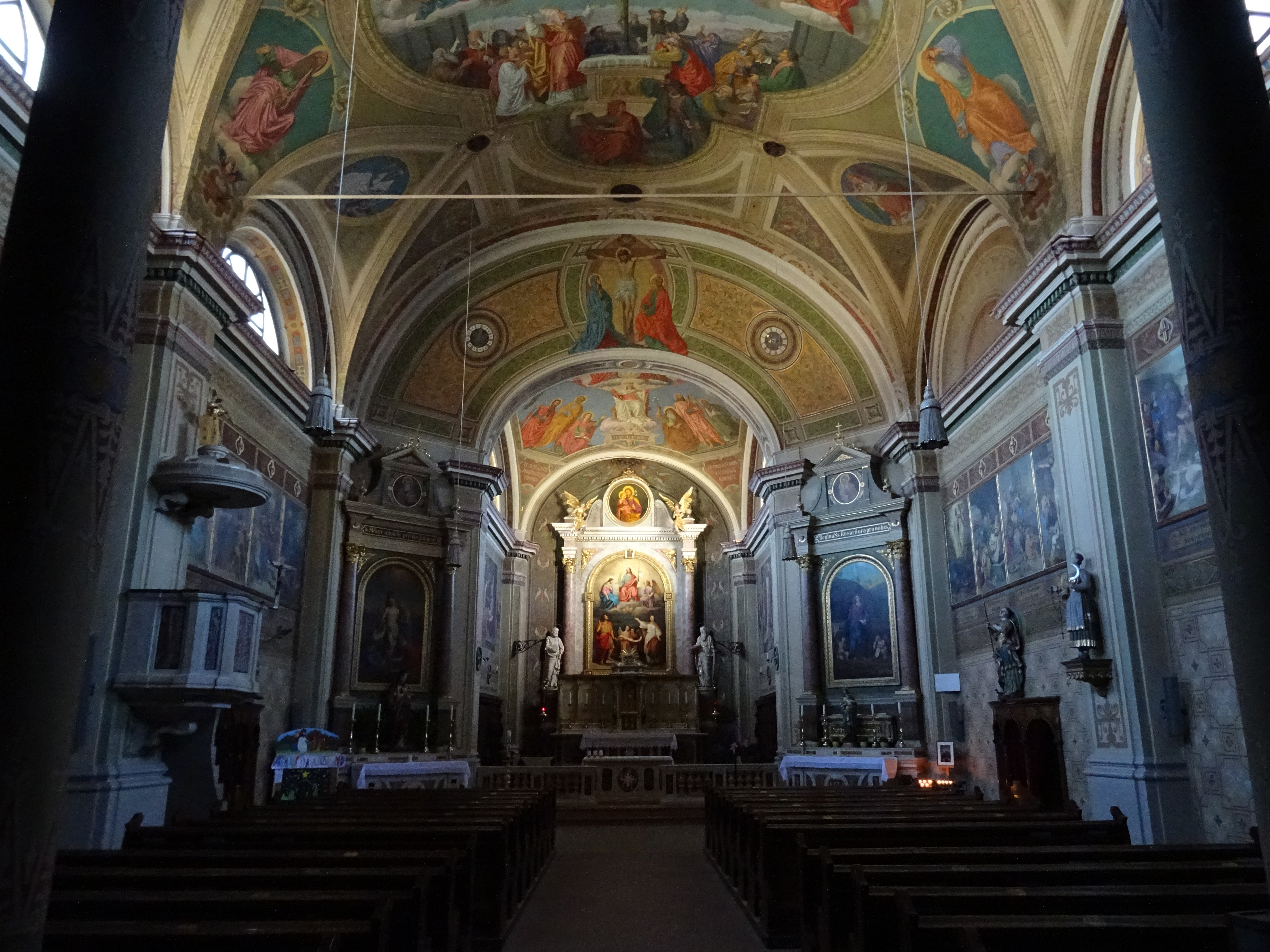
Interno

La primitiva cappella di San Genesio, fondata forse in epoca carolingia, era probabilmente già esistente tra i secoli IX e X; tuttavia, la prima citazione che ne attesta la presenza è del 1186, quando si menziona il mons sanci Genesii. Attorno alla cappella si formò un mercato periodico, attestato già nel 1208 quando fu trasferito a Bolzano.
La cappella nel 1328 risultava essere dipendente dal monastero di Gries, a Bolzano. Nel XV secolo, più precisamente a partire dal 1439, la chiesa venne rifatta in stile gotico, per poi essere consacrata il 18 giugno 1465; i lavori vennero condotti sfruttando i fondi messi a disposizione dalla famiglia Goldegger, che ottenne il diritto di essere sepolta nell'edificio.
Nel 1481 iniziò la costruzione del campanile, poi terminata nel 1487 oppure nel 1492 secondo altre fonti.
Nel Cinquecento la chiesa fu oggetto di un importante intervento di restauro, condotto in due fasi tra il 1555 e il 1556 e tra il 1572 e il 1573, durante il quale venne eliminato il sepolcro dei Goldegger. 
Nel 1608 fu invece realizzata la copertura del campanile da Nikolaus Schuler e Giovanni Battista Delai, con il sostegno finanziario dello Schuler.
La prima pietra della nuova parrocchiale, voluta da don Untertrifaller, venne posta nel 1838; la struttura, in stile neoclassico, fu ultimata nel 1839.
Durante la prima guerra mondiale due campane vennero requisite per scopi bellici, mentre le altre tre rimasero al loro posto; nel 1925 furono quindi fuse delle campane che sostituissero quelle rimosse durante il conflitto.

## Descrizione

### Esterno
La facciata della chiesa, a capanna e intonacata, guarda a settentrione, presenta centralmente il portale d'ingresso architravato ed è tripartita da quattro lesene tuscaniche sorreggenti il timpano di forma triangolare; i prospetti laterali sono invece caratterizzati da finestre semicircolari.
Accanto alla parrocchiale sorge il campanile in conci di pietra suddiviso da cornici marcapiano, la cui cella presenta una monofora per lato; a coronamento si eleva un'alta guglia.

### Interno
L'interno dell'edificio si compone di un'unica navata, coperta da volta a botte lunettata, mentre sopra il coro v'è una cupola ribassata; sul soffitto sono dipinti alcuni affreschi eseguiti dal tirolese Franz Plattner tra il 1879 e il 1881, uno dei quali raffigura il Giudizio Universale.